# Westlake (Ohio)
Westlake város Cuyahoga megyében, az Egyesült Államok Ohio államában. Cleveland egyik külvárosi területe, nagyjából 20 kilométerre található a belvárostól. A 2020-as népszámláláson népessége 34 228 fő volt.
A területre először 1810-ben érkeztek telepesek, a 20. század elején több területi változáson is átesett. 1940-ben nevezték át és kapta meg mai nevét, 1957-ben lett város.

## Nevezetes személyek
- Jason Kelce, amerikaifutball-játékos
- Travis Kelce, amerikaifutball-játékos[5]
- Jake Paul, youtuber és ökölvívó
- Logan Paul, youtuber, üzletember és pankrátor[6]
- Brian K. Vaughan, képregény és forgatókönyvíró[7]

## Népesség
| 2010 | 32 729 |
| 2020 | 34 228 |

## Testvérvárosok
- Tralee, Kerry megye, Írország[8]
- Kingsville, Ontario, Kanada